# Civitas libera
A civitas libera (latin ’szabad város’) az ókori Római Birodalom közigazgatásában és jogrendszerében a meghódított területek városainak adott kiváltság volt, amelynek keretén belül az adott provincia igazgatási szerveitől függetlenek maradhattak, megtarthatták önrendelkezésüket és saját önkormányzati rendszerüket. Ennél alacsonyabb fokozatot jelölt a civitas stipendiaria, amelyet csupán bevontak az adófizetésre kötelezettek körébe, de kiváltságokat nem kapott, valamint a civitas foedarata, amelynek lakói között háborús helyzetben katonákat is lehetett toborozni. A civitas liberánál több jogot élvezhetett a civitas libera et immunes (latin ’szabad és sérthetetlen város’) címet elnyerő város, amely a fentieken kívül adófizetési kötelezettségei alól is mentességet nyert. Utóbbi azonban ritkán fordult elő a forráshiányban küszködő hatalmas birodalom történetében.
A szabad városi státust a köztársaság korában a római népgyűlés, a későbbiekben a szenátus vagy a császár által kiadott dekrétum (lex) biztosította. Ismertek olyan esetek is, amikor Róma és a birodalom határain kívül eső város közötti egyezmény (foedus) során nyerte el a város a civitas libera jogokat. Ez utóbbi esetben egyúttal a státus jogforrása is erősebb volt, hiszen kétoldalú egyezségként jött létre, és a kiváltság egyoldalú visszavonására nem nyílt lehetőség – háborús esetek kivételével.